# سایرا بانو
سایرا بانو (به انگلیسی: Saira Banu) (زاده ۲۳ اوت ۱۹۴۴) بازیگر هندی است.
از فیلم‌هایی که وی در آن نقش داشته‌است می‌توان به دیوانه اشاره کرد.

## فیلم‌شناسی
فهرست برخی از فیلم‌هایی که سایرا بانو در آنها به ایفای نقش پرداخته‌است:
- دیوانه
- کلک
- استاد لاف زدن
- من با شما ملاقات می‌کنم
- خانم همسایه
- جنگلی
- آدم و انسان
- جیب‌بر
- کلاهبردار بین‌المللی
- چایتالی
- ازدواج
- دنیا
- آسمان‌ها تعظیم کردند
- ساگینا
- شاگرد
- آخرین شرط